# 카를 슈테판 폰 외스터라이히 대공
카를 슈테판 오이겐 빅토르 펠릭스 마리아 폰 외스터라이히 대공(독일어: Erzherzog Karl Stephan Eugen Viktor Felix Maria von Österreich, 1860년 9월 5일  ~ 1933년 4월 7일)은 오스트리아-헝가리 제국의 황족이다. 오스트리아-헝가리 해군 대제독이자 폴란드 왕위 후보자였다.